# Troposphere (família de foguetes)
A Troposphere, é uma família de foguetes de sondagem Congolesa, implantada em 2007 como uma
iniciativa privada da Développement Tous Azimuts (DTA). O projeto é comandado por Jean-Patrice Keka Ohemba Okese, o dono da DTA. O programa se propõe a
lançar foguetes experimentais que não excediam 36 km de altitude.
O centro de lançamento para esse projeto, está localizado numa área da própria DTA em Menkao, 120 km a Leste de
Kinshasa.
O programa era financiado com recursos próprios da DTA no início, mas depois do sucesso dos modelos Troposphere 2 e 4, o projeto ganhou apoio do Governo.
Os modelos 1 e 3 tiveram problemas técnicos e foram cancelados. Já os modelos 2, 4 e 5 foram bem sucedidos, e atualmente está sendo desenvolvido o Troposphere 6.